# Équipe cycliste Ariostea
L'équipe cycliste Ariostea est une ancienne équipe cycliste italienne ayant existé de 1984 à 1993.

## Principaux coureurs
- Moreno Argentin (1990-1992)
- Adriano Baffi (1985, 1989-1992)
- Fabio Casartelli (1993)
- Davide Cassani (1990-1993)
- Bruno Cenghialta (1988-1993)
- Alberto Elli (1989-1993)
- Andrea Ferrigato (1991-1993)
- Giorgio Furlan (1991-1993)
- Stefan Joho (1988-1990, 1992)
- Massimiliano Lelli (1990-1993)
- Marco Lietti (1990-1992)
- Rodolfo Massi (1990-1991)
- Pascal Richard (1993)
- Bjarne Riis (1992-1993)
- Rolf Sørensen (1988-1992)

## Principales victoires

### Classiques
- Amstel Gold Race 
  - 1993: Rolf Jaermann
- Liège-Bastogne-Liège 
  - 1991: Moreno Argentin
- Paris-Tours 
  - 1990: Rolf Sørensen
- Tour de Lombardie 
  - 1993: Pascal Richard
- Tour des Flandres 
  - 1990: Moreno Argentin
- Flèche wallonne
  - 1991: Moreno Argentin 
  - 1992: Giorgio Furlan

### Autres compétitions importantes
- Tour de Romandie
  - 1993 : Pascal Richard
- Tour de Suisse
  - 1992 : Giorgio Furlan 
  - 1993 : Marco Saligari
- Tirreno-Adriatico
  - 1992 : Rolf Sørensen
- Tour de France
  - 1991 : 2e étape contre-la-montre par équipes